# 香港飛碟學會
香港飛碟學會（英語：Hong Kong UFO Club）是香港一個研究不明飛行物和外星生命的團體，成立於1996年，由方仲滿等一批熱愛研究UFO的人士創立，以「推介UFO資訊」為宗旨。現任會長為方仲滿。
會長方仲滿在1999年的一篇採訪中指：與其他國家相比，大部分香港民眾對外星文明的興趣及認識程度都非常冷淡。所以該學會積極舉辦各類活動，設法提起香港人對外星文明的興趣。
該學會定期舉辦講座。2012年起每年舉辦「香港國際UFO議會」的活動。2019年舉辦亞洲首個「外星文明博覽會」。2013年起出版《宇宙號外》雜誌，是香港首份UFO刊物。

## 外部連結
- 香港飛碟學會的Facebook專頁
- 舊版官網